# Dienne
Dienne ist eine französische Gemeinde mit 238 Einwohnern (Stand 1. Januar 2022) im Département Cantal in der Region Auvergne-Rhône-Alpes; sie gehört zum Arrondissement Saint-Flour.

## Geographie
Dienne ist ein Gebirgsdorf am Oberlauf der Santoire in den Monts du Cantal an den westlichen Ausläufern des Zentralmassivs. 

## Bevölkerung

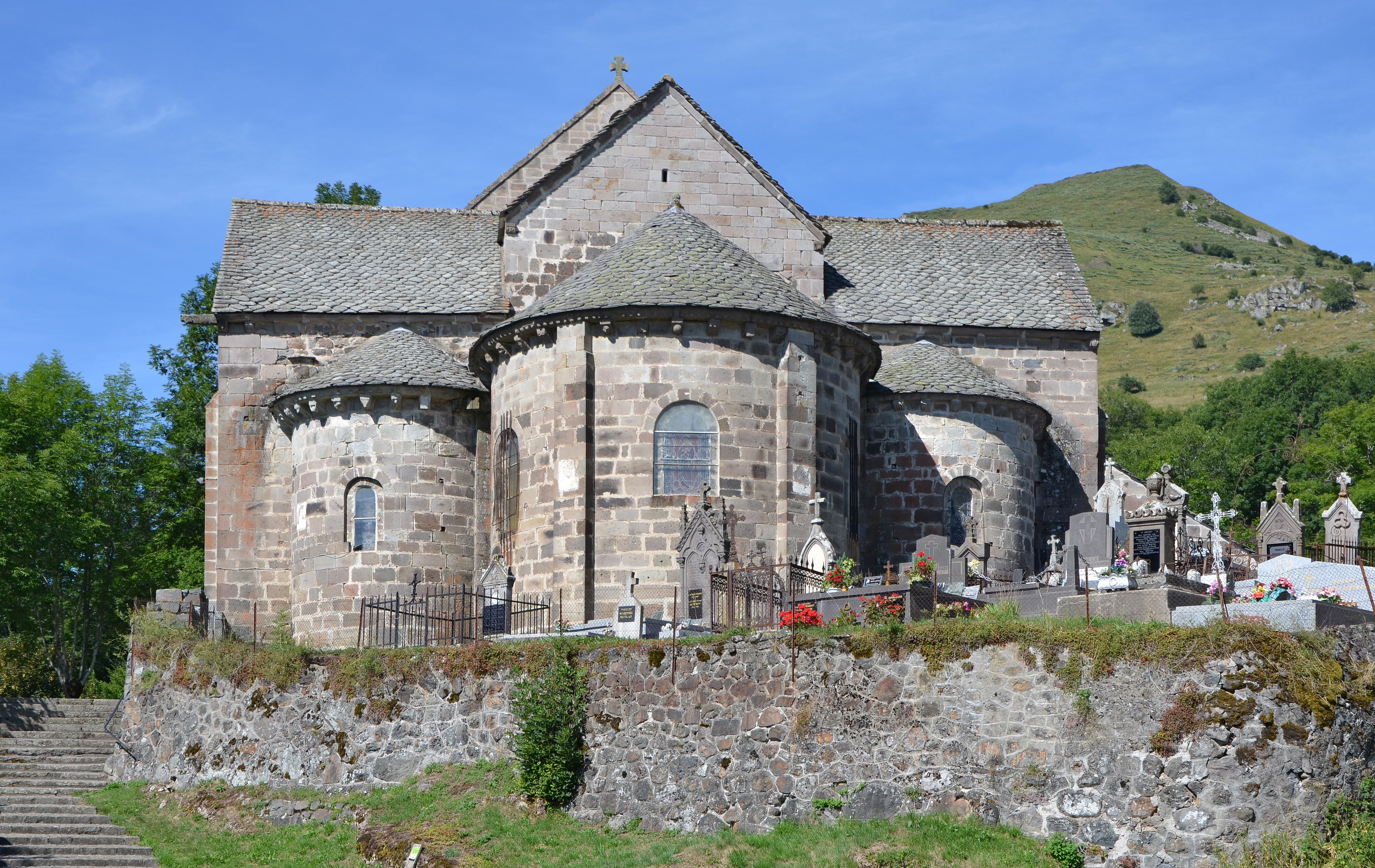
Kirche Saint-Cirgues, Monument historique

| Jahr                       | 1962 | 1968 | 1975 | 1982 | 1990 | 1999 | 2006 | 2016 |
| -------------------------- | ---- | ---- | ---- | ---- | ---- | ---- | ---- | ---- |
| Einwohner                  | 655  | 583  | 496  | 396  | 359  | 293  | 272  | 273  |
| Quellen: Cassini und INSEE |      |      |      |      |      |      |      |      |